# Виставкова зала (Будапешт)
47°30′50″ пн. ш. 19°04′43″ сх. д. / 47.514022° пн. ш. 19.078678° сх. д.
Виставкова зала «Мючарнок» (угор. Műcsarnok) — художня галерея в Будапешті. Мючарнок розташований на площі Героїв навпроти Музею образотворчих мистецтв. Будівля з шістьма колонами та яскравою мозаїкою на фронтоні, побудована за проектом архітектора Альберта Шикеданца за сприяння Фюлепа Херцога. Будівництво розпочалося після жовтня 1894 року, а завершену будівлю площею 2300 квадратних метрів було передано 4 травня 1896 року в присутності короля Франца Йосифа І під час святкування тисячоліття.
Галерея не має власної постійної експозиції та використовується для проведення різноманітних виставок угорського та зарубіжного сучасного мистецтва.